# Вишневеччина
Вишневеччина — маєтності та володіння Вишневецьких на Лівобережній Україні, які часто порівнюють з удільним князівством. Центром було місто Лубни.

## Історія
Вишневеччину почав створювати ще князь Михайло Олександрович Вишневецький, каштелян брацлавський, київський, воєвода Київський, староста черкаський, канівський, любецький та лоївський. 15 вересня 1580 року за клопотанням Михайла Вишневецького підвладні йому староствай, за згодою короля, були відступлені його сину Олександру.
У 1582 році підстароста Ілляш Боруховський оружно захопив володіння у зятя Михайла Глинського боярина Михайла Грибуновича Байбузи (територію по річці Сула, Удай, Солониця). Під час суду Вишневецький свої дії пояснював трибуналу, куди його викликав Байбуза, тим, що останній не займається колонізацією даної території, і вони й дальше зостаються пустищами. Байбузи ж проживали в центральних районах Литви, на своїх землях навіть не бували. Це і зіграло вирішальну роль в резолюції суду. Байбуза у 1589 році отримав як компенсацію від Олександра Вишневецького маєтності по річці Псел. У 1590 році указом короля Сиґізмунда III Вази ці землі даруються вже дітям Михайла Байбузи Семену та Тихону Байбузам.
Утвердившись у Посуллі й закріпивши за собою захоплену територію королівською грамотою 1590 року, Олександр Вишневецький активно розпочав колонізацію краю, засновуючи міста та осаджуючи слободи.

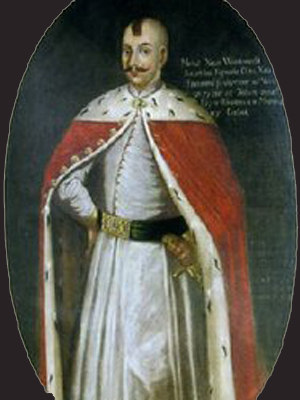
Михайло Вишневецький

У 1584 році Олександром було закладено місто Корсунь. Став першим старостою Корсунським. 11 лютого 1584 р. став старостою любецьким та лоївським.
Зі смертю батька у 1584 році продовжив батькову справу. Викупив землі (частина територій сучасних Полтавської та Черкаської областей), якими батько лише користувався зі згоди Корони Польської (за 5 000 литовських кіп).
У 1589 році князь Олександр почав будувати замок на Замковій горі та заклав місто Чигирин, що стало столицею нового староства. У 1592 році отримав для цього міста королівський привілей на магдебурзьке право.
У 1591 році отримав від короля Сиґізмунда III Вази дозвіл на будівництво фортеці біля річки Сули. Нове місто було закладене на місці давнього руського городища Лубни і назване Олександровом. Проте нова назва не прижилась і містечко продовжували називати Лубнами. Сюди Олександр переселив частину своїх підданих з Волині. Майже одразу там було введене магдебурзьке право. Саме Лубни й стають головним містом, згодом і фортецею Вишневеччини.
Олександр закладає місто та називає на честь свого батька — Михайлів. Місто було закладене на безлюдному урочищі Пирятин. Незабаром воно стало йменуватися Пирятин. Дуже скоро Олександр Вишневецький виклопотав магдебурзьке право для Пирятина, а також і для Мошнів, які викупив у князів Домонтів.
Після смерті бездітного Олександра Вишневецького у 1594 році, його володіння перейшли до брата Михайла Вишневецького, старости овруцького, котрий енергійно продовжив колонізаційні зусилля попередника.
На початку XVII ст. стався конфлікт між власниками двох найбільших в Україні латифундій — князями Острозькими та Вишневецькими. Михайлові Вишневецькому надаються привілєї на пустища в межиріччі Псла та Ворскли. Він необережно захопив території, які раніше були даровані на Черкаський замок. У 1609 році князь Януш Острозький, черкаський староста, посилає 3-тисячний загін під проводом переяславського підстарости Шлешинського війною на землі Вишневецького. Загін спустошив володіння Михайла Вишневецького і захопив велику здобич. У відповідь Вишневецький у 1611 році, «ґвалтом окупуючи всю Сулу», приєднав Горошин і Сліпород. Потім, користуючись протистоянням Речі Посполитої та Москви, у 1614 році завоював Путивль з усією областю. Путивльський замок, щоправда, довелося повернути московитам, але Сенча і Лохвиця залишилися під Михайлом Вишневецьким.

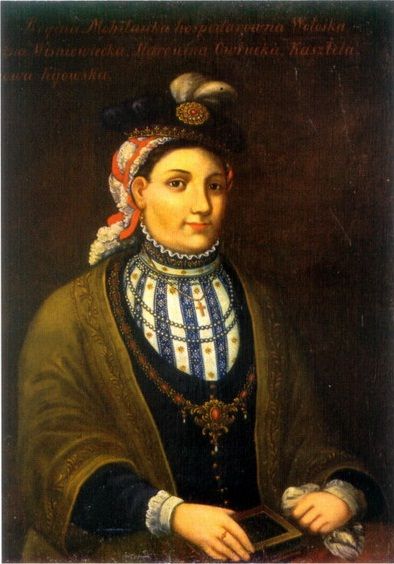
Раїна Вишневецька

Після смерті князя Михайла Вишневецького у 1616 році, сім'ю Вишневецьких засуджують на баніцію. Опікуном дітей та управляючим маєтками Вишневецьких стає Юрій Вишневецький (брат Олександра та Михайла), староста кам'янецький, каштелян київський. Свої маєтності княгиня Раїна та князь Юрій розділили. Причому по роздільномулисту частина маєтностей, що лежала в сторону до Псла стала належати Юрію. У 1618 році Юрій Вишневецький помер і маєтності були передані княгині Раїні Вишневецькій та її дітям — Яремі та Ганні. Раїна Вишневецька відома тим, що заснувала на лівобережних землях три православні монастирі: Густинський, Ладанський та Мгарський.
У 1619 році помирає Раїна Вишневецька. Опікуном над малолітніми Яремою та Ганною став троюрідний дядько — князь Костянтин Вишневецький. 1620 року помирає староста переславський, черкаський та канівський Януш Костянтинович Острозький, який мав володіння на лівобережжі. Король видає указ про створення так званої «селітренної адміністрації». Землі Острозького розділяються між Янушем Заславським, який став старостою переяславським і Костянтином Вишневецьким — новим старостою Черкаським та Канівським.
При розділі території Янушу Заславському була вписана заборона на державні «селітрені землі», а Костянтину Вишневецькому, чи то випадково, чи зумисно не вписали такого правила. Скориставшись цим, Костянтин Вишневецький на чолі 10-12 тисячного війська у 1622 році приєднує землі шляхтича Бартоломея Обалковського Яблонів, Миргород, серед них урочища, де були потім засновані Грунь, Комиші, Шенгаріївка, Мала Павлівка, а також селітряні промисли на річках Хорол, Псел, Грунь, біля Більського городища, на річках Ворсклі, Орелі, Мерчику, Орчику, Говтві та Сулі. Суд зобов'язав Вишневецького віддати назад ці землі. Однак повернуті були не всі міста. Миргород та Яблонів були віддані, а багато глухих місць все-таки залишилось за князем. Це Остапове, Золотушин, Хомутець. В 1624 році були захоплені урочище Клемятичі, на місці давньоруського міста Желді, де він заснував містечко Жовнин.
П'ятим та останнім власником Вишневеччини став Ярема Вишневецький. Саме з його ім'ям пов'язуються ті величезні володіння на Лівобережній Україні, які увійшли в історію під назвою Вишневеччини. Повернувшись у 1632 році в Україну з-за кордону, де він закінчував свою освіту, Ярема вступив у володіння батьківськими маєтностями. У 1632—1634 роках він брав участь у війні з Московією.
З 1635 року Ярема займався Вишневеччиною, здійснюючи одне за одним захоплення суміжних земель. 1636 року, першим із Вишневецьких, постійно осідає на Лубенщині, будує замок на Лисій горі. У своїй резиденції він будує розкішний палац на Замковій горі, на схилах якої терасами був насаджений сад, прикрашений фонтанами, гротами, скульптурами. Прилегла до замку територія заселялась прибулою шляхтою.

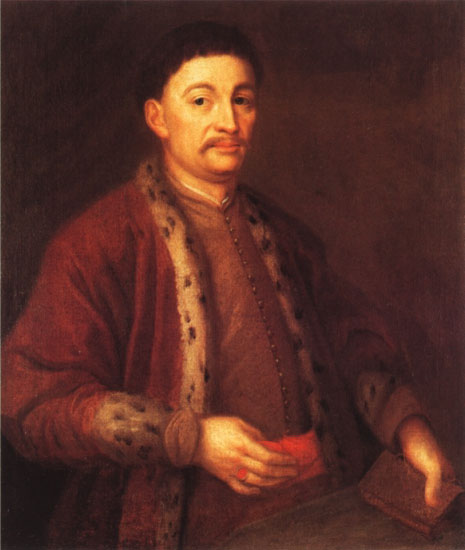
Ярема Вишневецький

У 1638 році він Ярема одружується на Ґризельді Замойській, дочці Великого канцлера Речі Посполитої Томаша Замойського. Весілля грається у Львові з великими пишностями. На нього витрачається близько 250 тисяч злотих. Молоду дружину він привозить в Лубни в свій замок.
1640 року Ярема відібрав Хорольщину, яка належала Станіславу Жолкевському. У 1643 році захопив Грайворон із сусідніми селами в городельського старости Харлезького, наступного року відібрав у маршалка надвірного коронного Адама Казановського місто Ромни з прилеглими землями. У 1645—1646 роках захопив володіння чернігівської каштелянки Софії Козаковської за Удаєм.
Загарбав у 1646 році в старости переяславського і Великого коронного хорунжого Олександра Конецпольського міста і містечка: Гадяч, Полтаву, Зигмунтів, Соколину Гору, Кременчук, Подолки, Добрик, Краснопіль, Крукполе, Лукашівське, Бірки, Опочинське, Глинськ (Близько 1616 року король Сиґізмунд ІІІ передав Глинськ у володіння скарбовому писареві Ф. Миравицькому а потім вже Конецпольському), Лютенька, Зіньків, Олеснів, Охтирку, Рухавка та інші населені пункти. Збитки Олександра Конєцпольського від цього наїзду склали 500 тис. злотих.

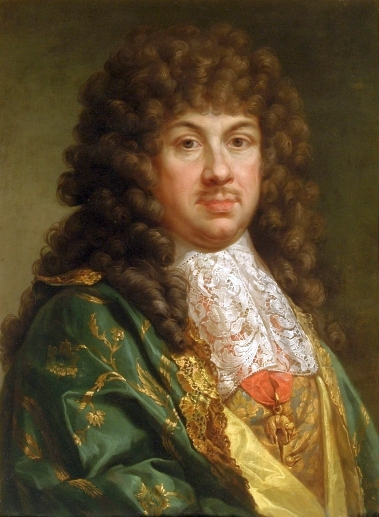
Польський король Михайло Корибут Вишневецький

У часи Яреми Вишневецького до Вишневеччини на Лівобережжі належало 56 міст і містечок (Полтава, Король, Золотоноша, Пирятин, Лохвиця, Ромни, Глинськ, Брагинь, Сенча, Лукомль, Хорол, Хомутець, Снятинка, Жовнин, Горошин, Буромль, Варва, Білошапки, Монастирище, Курінька, Ічня, Срібне, Городня, Янушпіль, Галиця, Піщана, Золотоноша, Домонтів, Чорнухи, Жеревка, Держикраївка, Мошни та інші) з центром у м. Лубни. Нині це переважно територія Полтавської області, частково Київської (Яготинський район), Черкаської і Чернігівської областей, в яких жило понад 288 тис. осіб., що сплачували щороку 1 млн. 200 тис. злотих чиншу. Утримував 12-20 тис. першокласного надвірного війська, витрачав для цього 180 тис. злотих річно. Володів Білим Каменем. В Золотоноші, укріпленому замку, збиралися мита та податки. За інвентарем 1641 року на Вишневеччині було 39 837 господарств (34 822 на Полтавщині); крім того, було безліч фільварків, а на річках 423 млинових кола. Окрім Вишневеччини Яремі належало 72 поселення і ЗО фільварків на Волині; Брагин з округою на Поліссі; Немирів, Бершадь, Ладижин із навколишніми селами на Поділлі; Збараж з округою в Галичині (перейшов у власність після смерті останнього з князів Збаразьких).
Вишневецький турбувався про примноження людності у своїх маєтностях. Із цією метою він надавав поселенцям звичні «слободи» і слідкував, щоб вони не обкладалися додатковими повинностями зверх установлених княжими універсалами.
З початком Визвольної війни 1648 року повстанці Максима Кривоноса знищили палац у Лубнах і всю князівську резиденцію, вирізавши міське населення. Сам Ярема з приватним війском маршем перейшов на Правобережжя, де з жорстокістю взявся придушувати повстанський рух. Після переможної для Речі Посполитої битви під Берестечком Вишневецький невдовзі помер. Зі смертю польського короля Михайла Вишневецького 10 листопада 1673 року назавжди зникла остання гілка роду князів Вишневецьких, а їхні володіння перейшли до польських магнатів Замойських. Лубни під час Визвольної війни 1648—1657 років стало містом полковим, а на території колишньої Вишневеччини було утворено Лубенський козацький полк — один з найбільших полків в Україні.